# Ernst Ludwig von Gemmingen (Politiker, 1818)
Ernst Ludwig Freiherr von Gemmingen-Guttenberg-Bonfeld (* 19. August 1818 in Stuttgart; † 27. Dezember 1880 in Karlsruhe) war Regierungsrat in Stuttgart und bewirtschaftete später den Dammhof im Kraichgau. Er war 1851 bis 1855 Abgeordneter der II. Kammer der Württembergischen Landstände, 1875/76 gehörte er der I. Kammer der Badischen Ständeversammlung an.

## Leben
Er entstammt dem 2. Ast (Bonfeld) der II. Linie (Gemmingen und Guttenberg) der Freiherren von Gemmingen und war ein Sohn des württembergischen Gestütsdirektors Philipp Albrecht von Gemmingen (1782–1852) aus dessen erster Ehe mit der Heilbronner Industriellentochter Emilie von Rauch (1795–1821). Die Familie hatte enge Bindungen an den württembergischen Hof. Die zweite Gattin des Vaters war Hofdame der württembergischen Königin, seine Schwester Luise war Gattin des württembergischen Ministers Karl von Waechter-Spittler. Auch für Ernst Ludwig und seine Brüder war eine Laufbahn in württembergischen Diensten vorgesehen. 
Er studierte von 1835 bis 1839 Rechtswissenschaften in Tübingen und Berlin, wohl gleichzeitig mit seinem Bruder Moriz (1817–1883). Der deutlich jüngere Bruder Wilhelm (1827–1920) folgte ihrem Weg einige Jahre später. 1843 wurde Ernst Ludwig Oberamtsaktuar in Kirchheim unter Teck, dann Sekretär im Geheimkabinett des württembergischen Königs. Ab 1846 war er Assessor bei der Kreisregierung in Ellwangen und 1851 Regierungsrat bei der Oberregierung in Stuttgart. Moriz war unterdessen Landgerichtspräsident geworden, die Schwester Luise hat den württembergischen Minister Karl von Waechter-Spittler geheiratet, Bruder Wilhelm wurde Konsistorialpräsident der württembergischen evangelischen Landeskirche. 
Von 1851 bis 1856 war Ernst Ludwig von Gemmingen ritterschaftlicher Abgeordneter der 2. Kammer der württembergischen Landstände, sein Bruder Moriz folgte ihm bis 1883 in diesem Mandat nach. 1856 siedelte Ernst Ludwig ins Großherzogtum Baden auf den Dammhof, der sich seit dem 14. Jahrhundert im Besitz der Familie befand. 1875/76 gehörte er der I. Kammer der Badischen Ständeversammlung an. 1879 gab er eine Druckschrift über Die Landwirthschaft und die nationale Wirtschaftspolitik Deutschlands heraus.

## Familie
Er heiratete 1848 Julie Freiin Schaffalitzky von Mukadel (1828–1897).
Nachkommen:
- Emilia (1858–1937) ⚭ Johann von Ahlefeldt († 1915), Erbherr auf Ludwigsburg in Schlesien
- Philipp Karl Friedrich (1860–1907), württembergischer Offizier, blieb unverheiratet
- Luise (1862–1929), württembergische Hofdame, blieb unverheiratet
- Ludwig Hermann (1863–1917) ⚭ Margaret von Buch (1876–1967)